# Goundi
Goundi – miasto w Czadzie, w regionie Mandoul, departament Mandoul Oriental; 10 052 mieszkańców (2005), położone ok. 400 km na południowy wschód od Ndżameny.